# Copa Zona Norte de Europa de Fórmula 3
La Copa Norte Europea de Fórmula 3 llamada NEZ (North European Zone) Formula 3 Cup, fue una competición de Fórmula 3 disputada en el Norte de Europa. La serie se corrió solo 2 años, 2008 y 2009. Los países miembros de la NEZ fueron Dinamarca, Estonia, Finlandia, Islandia, Lituania, Letonia, Noruega, Russia y Suecia.

## Campeones
| Año  | Piloto           | Escudería           |
| ---- | ---------------- | ------------------- |
| 2008 | Vladimir Semenov | ZyXEL RRT           |
| 2009 | Jani Tammi       | Oakra F3 Motorsport |